# Бакинский фуникулёр
Баки́нский фуникулёр (азерб. Bakı funikulyoru) — линия фуникулёра в Баку (Азербайджан). Фуникулёр соединяет площадь на проспекте Нефтяников и Нагорный парк.

## История

Здание верхней станции (Нагорный парк)

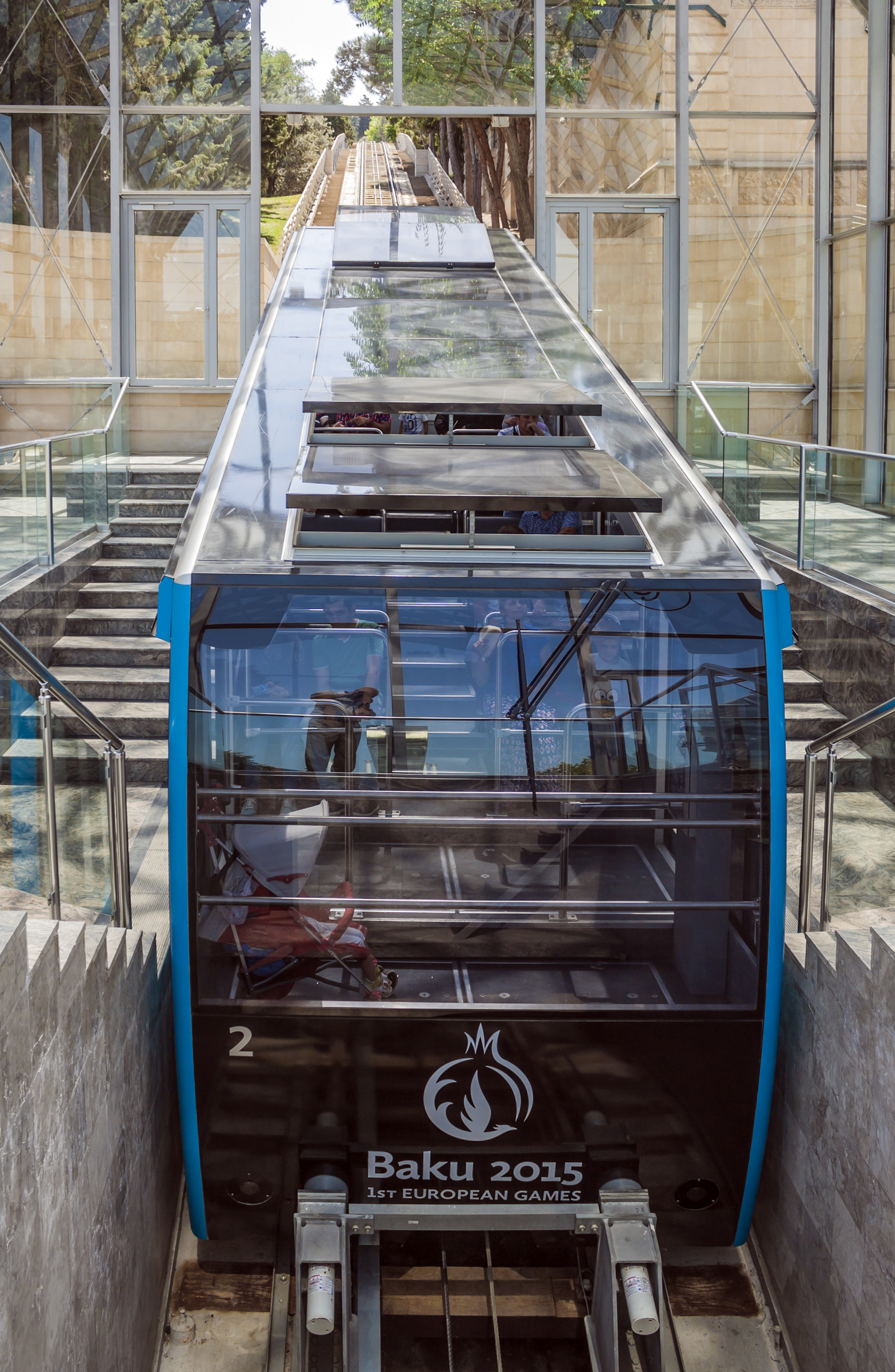
Вагон Бакинского фуникулёра во время проведения I Европейских игр

Фуникулёр построен по инициативе Алиша Лемберанского. Открыт 5 мая 1960 года. Вагоны были построены на ленинградском ВАРЗ-е. Главный конструктор фуникулера — Аракелов Радчик Авакович.
В 2001 году на бакинском фуникулёре был проведён капитально-восстановительный ремонт. Ещё один ремонт был проведен в 2007 году. Использование современных технологий при ремонте позволило ликвидировать шум от рельсов при движении вагона.
К началу конкурса Евровидение в 2012 году австрийско-швейцарской компанией Doppelmayr Garaventa была проведена реконструкция фуникулёра.
В планах Министерства транспорта Азербайджана и Мэрии города Баку модернизация бакинского фуникулёра и его продление.

## Технические характеристики
- Железнодорожные пути: однопутный участок и разъезд.
- Длина железнодорожных путей: 455 метров.
- Станций: 2. «Бахрам Гюр» и «Шехидлер Хиябаны»
- Вагоны: два вагона производства CWA Constructions (Doppelmayr Garaventa Group)[1]
- Привод: электрический, канатный.
- Максимальная скорость движения: 3 метра в секунду.
- Вместимость вагона: 28 человек.
- Провозная способность: 2000 человек в день.
- Интервал между отправлением: 10 минут.
- Время движения между станциями: 4 минуты.
- Стоимость проезда: 1,00 AZN (на 1 октября 2017). Оплата только наличными.
- Время работы с 10:00 до 22:00, выходной понедельник.

## Галерея

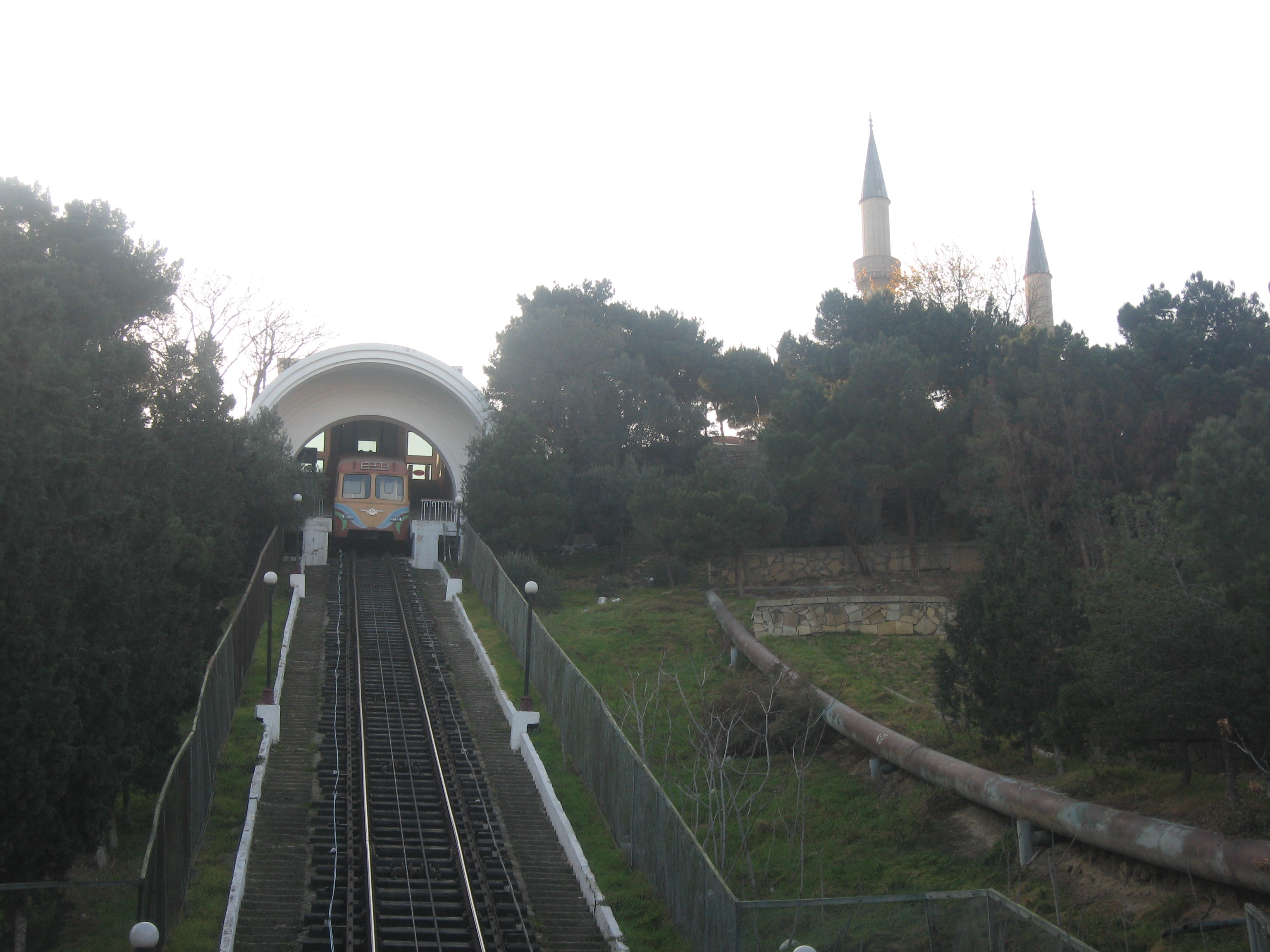
Бакинский фуникулёр в 2008 году
Старое здание фуникулёра
Современное здание фуникулёра
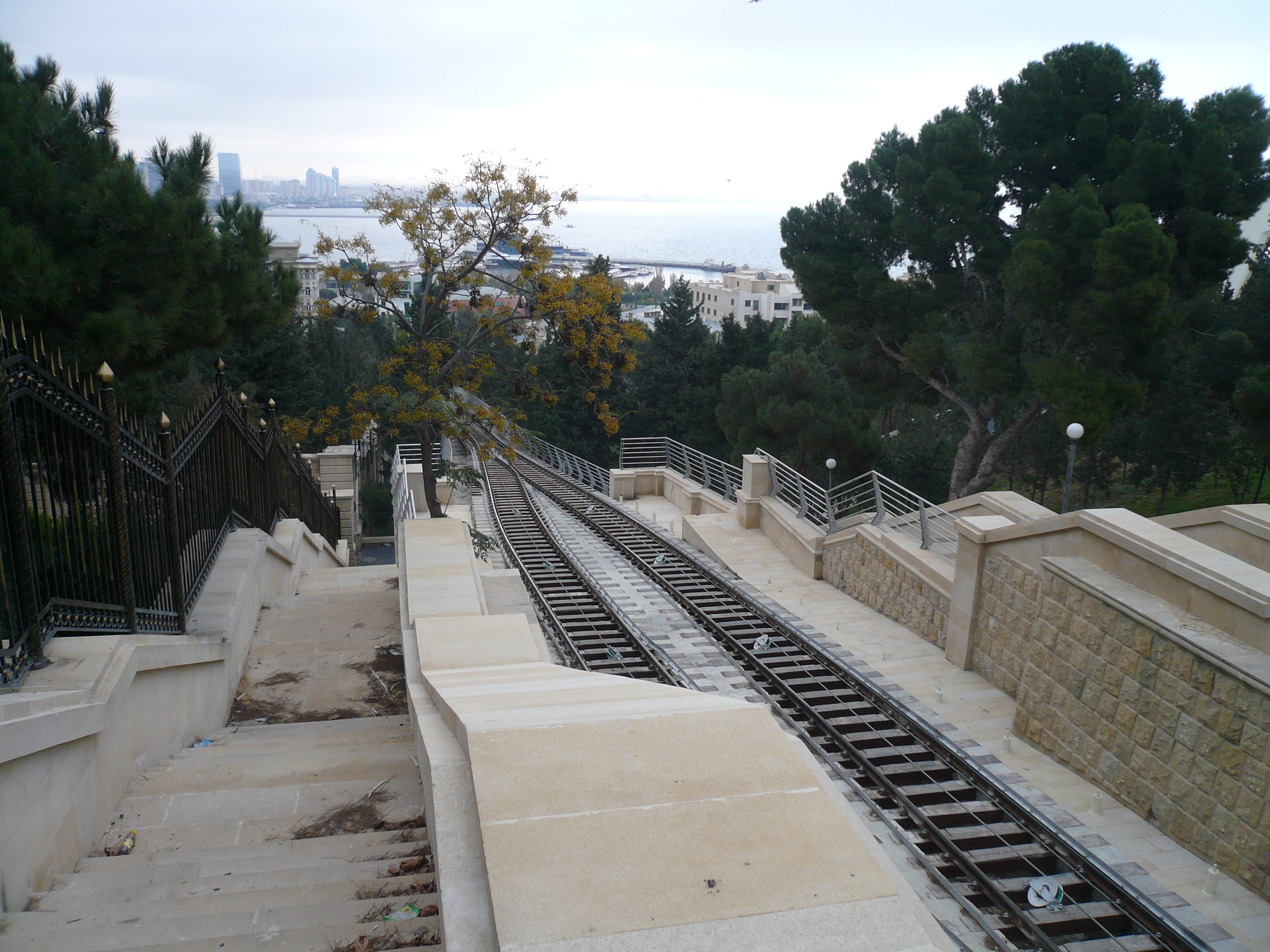
Участок ж/д разъезда